# Cirrhigaleus australis
A Cirrhigaleus australis a porcos halak osztályába a tüskéscápa-alakúak rendjébe és a tüskéscápafélék családjába tartozó faj.

## Előfordulása
A Csendes-óceán északi részén élő Cirrhigaleus barbifertől az Ausztrália melletti korallzátonyokon végzett expedíció során 2007-ben különböztették meg. Ma már ismert, hogy Ausztrália délkeleti részének mérsékelt övi vizeiben és az új-zélandi Plenty-öböl régiójában él, 146–640 méteres mélységben.

## Megjelenése
Más tüskéscápához képest közepes méretű és robusztus. Felül szürkésbarna, alul halvány. A mell- és hasúszók hátsó szélei fehérek. Ez a cápafaj általában egy méternél nem nő nagyobbra, de ismert, 1,25 méteres példány is. A C. australis szemei, mellúszói, hátuszonyai és gerince kisebbek, mint "unokatestvérének". Az első hátúszó közepes méretű és enyhén barázdált. A második hasonló alakú, de egy kicsit kisebb. A mellúszók meglehetősen nagyok.

## Expedíció
2007-ben a CSIRO tudósainak egy csoportja egy kis időt töltött azzal, hogy Ausztrália keleti partvidékén új fajokat keressen. Az újonnan kitüntetett Cirrhigaleus australis mellett több száz új tengeri fajt fedeztek fel. Ide tartoznak a ráják, tengeri csillagok, korallok, kagylók, pörgekarúak, többféle tengeri ízeltlábú és sok más.
Három expedíción végeztek kutatást, mindegyik három hétig. Két expedíció a Nagy-korallzátonyon, a Lizard-szigeten és a Heron-szigeten volt, a harmadik pedig a Ningaloo-zátonyon, Ausztrália északnyugati partján.